# NGC 95
NGC 95 је спирална галаксија у сазвежђу Рибе која се налази на NGC листи објеката дубоког неба.
Деклинација објекта је + 10° 29' 31" а ректасцензија 0h 22m 13,6s. Привидна величина (магнитуда) објекта NGC 95 износи 12,5 а фотографска магнитуда 13,2. NGC 95 је још познат и под ознакама UGC 214, MCG 2-2-3, CGCG 434-3, IRAS 00196+1012, PGC 1426.